# José Miguel Pérez (militar)
José Miguel Pérez ( *Concepción, ¿? - † Lima, 27 de agosto de 1884) fue un militar peruano de destacada participación durante la Campaña de la Breña en la Guerra del Pacífico. 

## Biografía
Concepcionano de nacimiento, combatió como capitán del batallón "Concepción Nro 27" en las batallas por la defensa de Lima ante el ejército chileno en enero de 1881, tras la ocupación de la capital ofreció sus servicios como ayudante al general Cáceres marchando junto con él a la sierra donde se organizaría la resistencia en lo que se cononce como la Campaña de la Breña. El 15 de abril de 1881 ambos oficiales evadiendo la vigilancia de las fuerzas de ocupación chilena tomaron el tren que desde la estación de Viterbo los condujo a Chicla, continuando de ahí a lomo de caballo por Casapalca y Morococha hasta llegar a La Oroya.
Organizador de la resistencia, amigo y hombre de confianza del general Cáceres le acompañó durante toda la campaña ganándose la admiración y el cariño de doña Antonia Moreno esposa del general a quien escoltó en repetidas ocasiones, estuvo también presente en las principales acciones de armas desde Pucará a Huamachuco.
Tras la firma del Tratado de Ancón que puso fin a la guerra, formó parte de la Campaña Constitucional contra el general Miguel Iglesias, muriendo durante el ataque a Lima el 27 de agosto de 1884, su muerte fue muy sentida entre los oficiales de la breña, Cáceres lo recordaría como su "antiguo ayudante y leal amigo"